# Hemiphractidae
De Hemiphractidae vormen een familie van terrestrisch levende kikkers (Anura). Alle soorten leven in Midden- en Zuid-Amerika.

## Taxonomie
De groep werd lange tijd beschouwd als een onderfamilie (Hemiphractinae) van de boomkikkers (Hylidae). Op basis van moleculair fylogenetisch onderzoek door Darst en Cannatella (2004) en Faivovich et al. (2005) werd de groep ingedeeld bij de fluitkikkers (Leptodactylidae sensu lato), met name omdat daarmee een monofyletische familie boomkikkers overbleef. Vanaf ongeveer 2007 wordt de groep meestal als een zelfstandige familie opgevat, relatief nauw verwant aan de Ceratophryidae. Tot 2021 werden twee onderfamilies onderscheiden: Cryptobatrachinae (met Cryptobatrachus en Flectonotus) en Hemiphractinae (de overige geslachten). In dat jaar maakten Echevarría et al. aannemelijk dat het onderscheiden van deze onderfamilies niet zinvol was, en dat de groep als geheel monofyletisch is.
Er zijn iets meer dan 100 soorten beschreven en benoemd, die worden verdeeld over zes geslachten.

## Geslachten
- Cryptobatrachus
- Flectonotus
- Fritziana
- Gastrotheca – Buidelkikkers
- Hemiphractus
- Stefania

Allophrynidae · 
Alsodidae · 
Alytidae · 
Aromobatidae · 
Arthroleptidae · 
Myobatrachidae · 
Batrachylidae · 
Blaasoppies · 
Bombinatoridae · 
Boomkikkers · 
Brachycephalidae · 
Calyptocephalellidae · 
Ceratobatrachidae · 
Ceratophryidae · 
Conrauidae · 
Craugastoridae · 
Cycloramphidae · 
Dicroglossidae · 
Echte kikkers · 
Eleutherodactylidae · 
Fluitkikkers · 
Glaskikkers · 
Gouden kikkers · 
Graafkikkers · 
Hemiphractidae · 
Hylodidae · 
Knoflookpadden · 
Limnodynastidae · 
Megophryidae · 
Mexicaanse gravende padden · 
Micrixalidae · 
Microhylidae · 
Nasikabatrachidae · 
Nieuw-Zeelandse oerkikkers · 
Nyctibatrachidae · 
Odontobatrachidae · 
Odontophrynidae · 
Padden · 
Pelodytidae · 
Petropedetidae · 
Phrynobatrachidae · 
Pijlgifkikkers · 
Ptychadenidae · 
Pyxicephalidae · 
Ranixalidae · 
Rhinodermatidae · 
Rietkikkers · 
Scaphiopodidae · 
Schuimnestboomkikkers · 
Seychellenkikkers · 
Spookkikkers · 
Staartkikkers · 
Telmatobiidae · 
Tongloze kikkers